# Antoni Skarbek Kiełczewski
Antoni Skarbek Kiełczewski herbu Abdank (zm. w 1725 roku) – chorąży lubelski w latach 1718–1725, sędzia grodzki lubelski w latach 1711-1713 i 1716-1718, podstarości lubelski w latach 1710-1717, stolnik żytomierski w latach 1704-1714.
Był posłem województwa lubelskiego na sejm 1720 roku.